# Роман (община)
Вижте пояснителната страница за други значения на Роман.
Община Роман се намира в Северозападна България и е една от съставните общини на област Враца.

## География

### Географско положение, граници, големина
Общината е разположена в югоизточната част на област Враца. С площта си от 301,524 km2 заема 6-о място сред 10-те общините на областта, което съставлява 8,33% от територията на областта. Границите ѝ са следните:
- на запад – община Мездра;
- на север – община Враца и община Бяла Слатина;
- на североизток – община Червен бряг, област Плевен;
- на изток – община Луковит, област Ловеч;
- на югоизток – община Ябланица, област Ловеч;
- на юг – община Правец и община Ботевград, Софийска област.

### Релеф, води

#### Релеф
Релефът на общината е ниско планински и хълмист, като територията ѝ изцяло попада в пределите на Западния Предбалкан. Тук са обособени седем броя физикогеографски обекта, които попадат частично в община Роман.
Районът на юг от река Искър и западно от десния ѝ приток река Малки Искър се заема от източните части на предбалканския рид Гола глава с максимална височина връх Могилата (654 m), разположен южно от с. Курново, на границата със Софийска област. Източно от река Малки Искър и южно от нейния десен приток Западна Батулска река се простират западните части на друг предбалкански рид Драгойца. Тук югоизточно от село Марково равнище, на границата със Софийска област се издига връх Балева могила (947 m) – най-високата точка на община Роман.
Северно от рида Гола глава се намират най-ниските, източни части на Мездренската хълмиста област, като тук надморската височина варира между 150 и 300 m. Районът заключен между река Искър на север и Западна Батулска река (десен приток на Малки Искър) на юг, в източната част на общината се заема от западните разклонения на Карлуковската хълмиста област с максимална височина от 535 m, разположена южно от село Стояновци, на границата с община Ябланица.
Териториите на север от долината на Искър се заемат от части от три физикогеографски обекта. Северозападно от общинския център град Роман се издигат крайните югоизточни разклонения на рида Веслец с връх Бачището (557 m), югозападно от село Долна Бешовица. Източно от него и северно от долината на Искър се простира забележителното със своите скални образувания Каменополско плато. Неговата максимална височина е 528 m, разположена северозападно от село Долна Бешовица. И накрая, най-северния ъгъл на общината се заема от най-южните части на рида Врачански Венец със своята максимална височина Орлов връх (506 m), разположен северозападно от село Камено поле.
На изток от село Кунино, в коритото на река Искър се намира най-ниската точка на общината – 129 m н.в.

#### Води
Основна водна артерия в общината е река Искър, която протича през нея от запад-югозапад на изток-североизток на протежение от около 25 km. Реката навлиза в общината западно от село Струпец, прави един голям завой и достига до град Роман, където в нея се влива отдясно най-големият ѝ приток – река Малки Искър. След това реката продължава в североизточна посока, преди село Кунино завива на изток и източно от селото напуска пределите на общината. В този участък в нея отляво се влива река Косматица, разделяща рида Веслец от Каменополското плато.
Река Малки Искър протича през община Роман с най-долното си течение от юг на север в дълбока проломна долина между ридовете Гола глава на запад и Драгойца на изток. В северната част на общината, през село Камено поле преминава горното течение на река Ръчене (ляв приток на Искър), долината на която е каньоновидна с множество ниши и пещери по нейните отвесни скални склонове.

### Населени места
Общината се състои от 13 населени места. Списък на населените места, подредени по азбучен ред, население и площ на землищата им:
| Населено място  | Пребр. на населението през 2021 г. | Площ на землището (в км2) | Забележка (старо име) | Населено място | Пребр. на населението през 2021 г. | Площ на землището (в км2) | Забележка (старо име)           |
| Долна Бешовица  | 182                                | 27,794                    |                       | Роман          | 2394                               | 15,871                    |                                 |
| Камено поле     | 604                                | 55,653                    |                       | Синьо бърдо    | 299                                | 21,090                    |                                 |
| Караш           | 46                                 | 23,079                    |                       | Средни рът     | 10                                 | 15,285                    |                                 |
| Кунино          | 379                                | 38,801                    |                       | Стояновци      | 97                                 | 11,120                    | Мушат, Кирилово, Стояново       |
| Курново         | 124                                | 24,471                    |                       | Струпец        | 246                                | 17,322                    |                                 |
| Марково равнище | 1                                  | 6,305                     |                       | Хубавене       | 223                                | 24,621                    | Хуйовене                        |
| Радовене        | 370                                | 20,112                    |                       | ОБЩО           | 4875                               | 301,524                   | няма населени места без землища |

## Административно-териториални промени
- през 1879 г. – с. Хуйовене е преименувано от населението на с. Хубавене без административен акт;
- МЗ № 3779/обн. 01.12.1934 г. – преименува с. Мушат на с. Кирилово;
- МЗ № 2604/обн. 28.05.1947 г. – преименува с. Кирилово на с. Стояново;
- Указ № 427/обн. 07.04.1949 г. – обединява населените местности Бойчовското, Койчовци, Кондурите, Момчово, Подлес, Скръвенското, Средни рът и Търне (от с. Караш) за с. Средни рът;
- указ № 960/обн. 4 януари 1966 г. – отстранява грешката в името на с. Стояново на с. Стояновци;
- Указ № 1942/обн. 17.09.1974 г. – признава с. Роман за гр. Роман;
- Указ № 1521/обн. 24.10.1975 г. – заличава к. Краева бачия и ги присъединява като квартал на гр. Роман;
- На основание §7 (т.3) от Закона за административно-териториалното устройство на Република България (ДВ, бр. 63/14.07.1995 г.) всички махали, колиби, гари, минни и промишлени селища придобиват статут на села.

## Население

### Етнически състав
Преброяване на населението през 2011 г.
Численост и дял на етническите групи според преброяването на населението през 2011 г., по населени места (подредени по численост на населението):
| Населено място  | Численост | Численост | Численост | Численост | Численост | Численост           | Численост     | Населено място  | Дял (в %) | Дял (в %) | Дял (в %) | Дял (в %) | Дял (в %)           | Дял (в %)     |
| Населено място  | Общо      | Българи   | Турци     | Цигани    | Други     | Не се самоопределят | Не отговорили | Населено място  | Българи   | Турци     | Цигани    | Други     | Не се самоопределят | Не отговорили |
| Общо            | 6223      | 2458      | 8         | 374       | 19        | 24                  | 3340          | 100.00          | 39.49     | 0.12      | 6.00      | 0.30      | 0.38                | 53.67         |
| --------------- | --------- | --------- | --------- | --------- | --------- | ------------------- | ------------- | --------------- | --------- | --------- | --------- | --------- | ------------------- | ------------- |
| Роман           | 2394      | 838       | 4         | 255       | 11        | 16                  | 1514          | Роман           | 29.52     | 0.14      | 8.98      | 0.38      | 0.56                | 60.39         |
| Камено поле     | 604       | 269       | 0         | 84        |           |                     | 343           | Камено поле     | 24.49     | 0.00      | 10.72     |           |                     | 64.20         |
| Кунино          | 379       | 340       | 3         |           | 4         |                     | 49            | Кунино          | 87.82     | 0.59      |           | 0.79      |                     | 9.78          |
| Синьо бърдо     | 399       | 38        |           | 0         | 0         | 0                   | 418           | Синьо бърдо     | 8.31      |           | 0.00      | 0.00      | 0.00                | 91.46         |
| Радовене        | 370       | 303       | 0         | 27        | 0         | 0                   | 53            | Радовене        | 75.18     | 0.00      | 6.69      | 0.00      | 0.00                | 18.11         |
| Струпец         | 246       | 222       | 0         | 17        | 0         | 0                   | 54            | Струпец         | 79.88     | 0.00      | 4.81      | 0.00      | 0.00                | 15.29         |
| Хубавене        | 223       | 43        | 0         | 0         | 0         | 0                   | 283           | Хубавене        | 13.19     | 0.00      | 0.00      | 0.00      | 0.00                | 86.80         |
| Долна Бешовица  | 182       | 60        | 0         | 0         |           |                     | 205           | Долна Бешовица  | 22.55     | 0.00      | 0.00      |           |                     | 77.06         |
| Курново         | 124       | 155       | 0         | 0         |           |                     | 25            | Курново         | 85.63     | 0.00      | 0.00      |           |                     | 13.81         |
| Стояновци       | 97        | 123       | 0         | 0         | 0         | 0                   | 2             | Стояновци       | 98.40     | 0.00      | 0.00      | 0.00      | 0.00                | 1.60          |
| Караш           | 46        | 5         | 0         | 0         |           |                     | 40            | Караш           | 10.63     | 0.00      | 0.00      |           |                     | 85.10         |
| Средни рът      | 10        |           |           |           |           |                     | 28            | Средни рът      |           |           |           |           |                     | 93.33         |
| Марково равнище | 1         | 0         | 0         | 0         | 0         | 0                   | 1             | Марково равнище | 0.00      | 0.00      | 0.00      | 0.00      | 0.00                | 100.00        |

## Политика

### Общински кмет
- 2023 – Валери Георгиев Ролански (МК СДС (ВМРО-БНД, Левицата, ДБГ, Алтернатива на гражданите, СДС)) печели на първи тур с 51.36%.
- 2019 – Валери Георгиев Ролански (Местна коалиция АБВ (СДС, АТАКА, АБВ)) печели на втори тур срещу Тихомир Вълчев (ГЕРБ).
- 2015 – Валери Георгиев Ролански (Инициативен комитет Валери Георгиев Ролански) печели на втори тур срещу Тихомир Вълчев (ГЕРБ).
- 2011 – инж. Красимир Петков (Инициативен комитет инж. Красимир Петков) печели на втори тур срещу Тихомир Вълчев (ГЕРБ).
- 2008 – след касиране на изборите от 2007 инж. Красимир Петков (Инициативен комитет) печели на втори тур срещу Пламен Младенов (Коалиция „Бъдеще за община Роман“).
- 2007 – инж. Красимир Петков (Инициативен комитет) печели на втори тур с 50,12% срещу Пламен Младенов (Коалиция „Бъдеще за община Роман“).
- 2003 – Пламен Младенов (БДС „Радикали“) печели на втори тур с 62% срещу Николай Миковски (БСП, ОБТ, Партия „Рома“, Блокът на Жорж Ганчев).
- 1999 – Вълчо Маринов (ОДС плюс) печели на втори тур с 56% срещу Николай Миковски (БСП).
- 1995 – Николай Миковски (Предизборна коалиция БСП, БЗНС Александър Стамболийски, ПК Екогласност) печели на първи тур с 59% срещу Цветан Лалов (СДС, Народен съюз).

## Транспорт
През общината от запад на изток по долината на река Искър преминава участък от 23,4 km от трасето на жп линията София – Горна Оряховица – Варна.
През общината преминават частично 4 пътя от Републиканската пътна мрежа на България с обща дължина 50,6 km:
- участък от 15,5 km от Републикански път III-103 (от km 20,2 до km 35,7);
- участък от 7,3 km от Републикански път III-134 (от km 28,6 до km 35,9);
- последният участък от 13,7 km от Републикански път III-308 (от km 16,1 до km 29,8);
- началният участък от 14,1 km от Републикански път III-1031 (от km 0 до km 14,1).

## Топографски карти
- Лист от карта K-34-36. Мащаб: 1 : 100 000.
- Лист от карта K-35-25. Мащаб: 1 : 100 000.